# Karl II. August

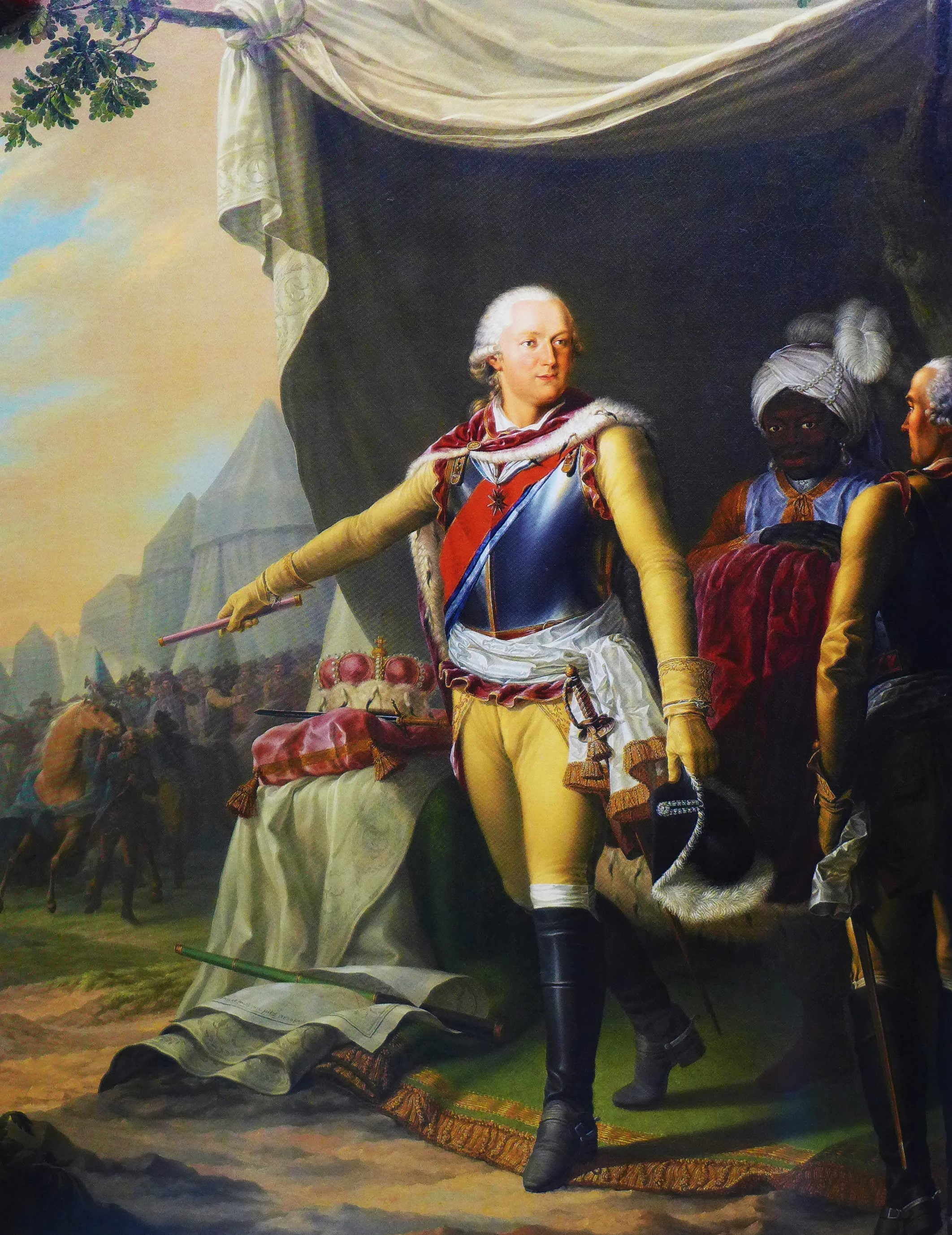
Karl II. August als Generalissimus bei der Rückkehr seines Régiments aus dem amerikanischen Unabhängigkeitskrieg. Er trägt den Kürass und darüber den Orden vom Pfälzer Löwen am Hals und das Schulterband des Hubertusordens und des Georgsordens.

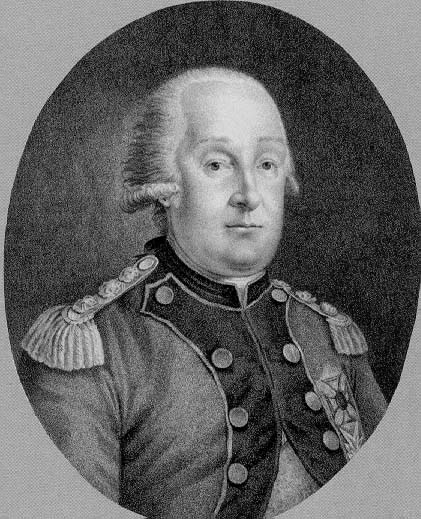
Herzog Karl II. August (1794)

Karl II. August Christian (* 29. Oktober 1746 in Düsseldorf; † 1. April 1795 in Mannheim) war von 1775 bis 1795 Herzog von Pfalz-Zweibrücken. Die beiden letzten Lebensjahre verbrachte er im Mannheimer Exil, da die Französische Republik sein linksrheinisches Fürstentum besetzt hatte. Karl II. August war der ältere Bruder des ersten bayerischen Königs Maximilian I. Joseph und wäre in der Thronfolge vor diesem gewesen. Obwohl Karl August nicht erst der zweite Herzog von Pfalz-Zweibrücken mit dem Namen Karl war, wird er als Nachfahre aus der Linie von Karl I. 
von Pfalz-Zweibrücken-Birkenfeld als Karl II. bezeichnet.

## Frühe Jahre

Herzog Karl II. August Christian als Kind

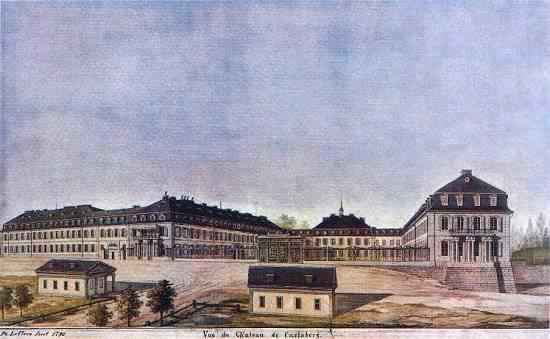
Schloss Karlsberg 1790

Seine Eltern waren die Wittelsbacher Friedrich Michael von Pfalz-Birkenfeld-Bischweiler (1724–1767) und Maria Franziska Dorothea von Pfalz-Sulzbach, eine Enkelin des Pfälzer Kurfürsten Karl III. Philipp. Seine Mutter war „ob ihres losen Lebenswandels“ verstoßen worden. In seinem Geburtsjahr konvertierte sein Vater zum Katholizismus. Zu Karl Augusts Erziehern zählten der französische Theologe Pierre de Salabert und der französische Offizier Agathon Guynement de Keralio.
Karl August beabsichtigte, Maria Amalia von Österreich zu heiraten. Der österreichische Minister Kaunitz und Maria Theresia lehnten den Heiratsantrag des politisch noch unbedeutsamen Prinzen ab und versprachen die Erzherzogin stattdessen Herzog Ferdinand von Parma. Maria Amalias Bruder Kaiser Joseph II. befürwortete die Verbindung, da Herzog Ferdinand der jüngere Bruder seiner geliebten und früh verstorbenen Frau Isabella von Bourbon-Parma war. Als Maria Amalia von ihrer Mutter über die geplante Hochzeit mit Ferdinand von Bourbon-Parma informiert wurde, reagierte sie mit Schreianfällen und trotzigem Benehmen. Sie hatte bis zuletzt gehofft, dass Maria Theresia ihr die Wahl ihres Ehemannes überlassen würde und sie wie ihre ältere Schwester Marie Christine eine Liebesheirat eingehen könnte.

Am 12. Februar 1774 heiratete der seitdem gegen Habsburg eingestellte Karl August Prinzessin Maria Amalie, Tochter des sächsischen Kurfürsten Friedrich Christian. Sie war eine Cousine von König Ludwig XVI. von Frankreich, König Karl IV. von Spanien und Kaiserin Maria Ludovica, der Frau Kaiser Leopolds II. Nach der Hochzeit zog das Paar in das Schloss Neuburg in Neuburg an der Donau. 

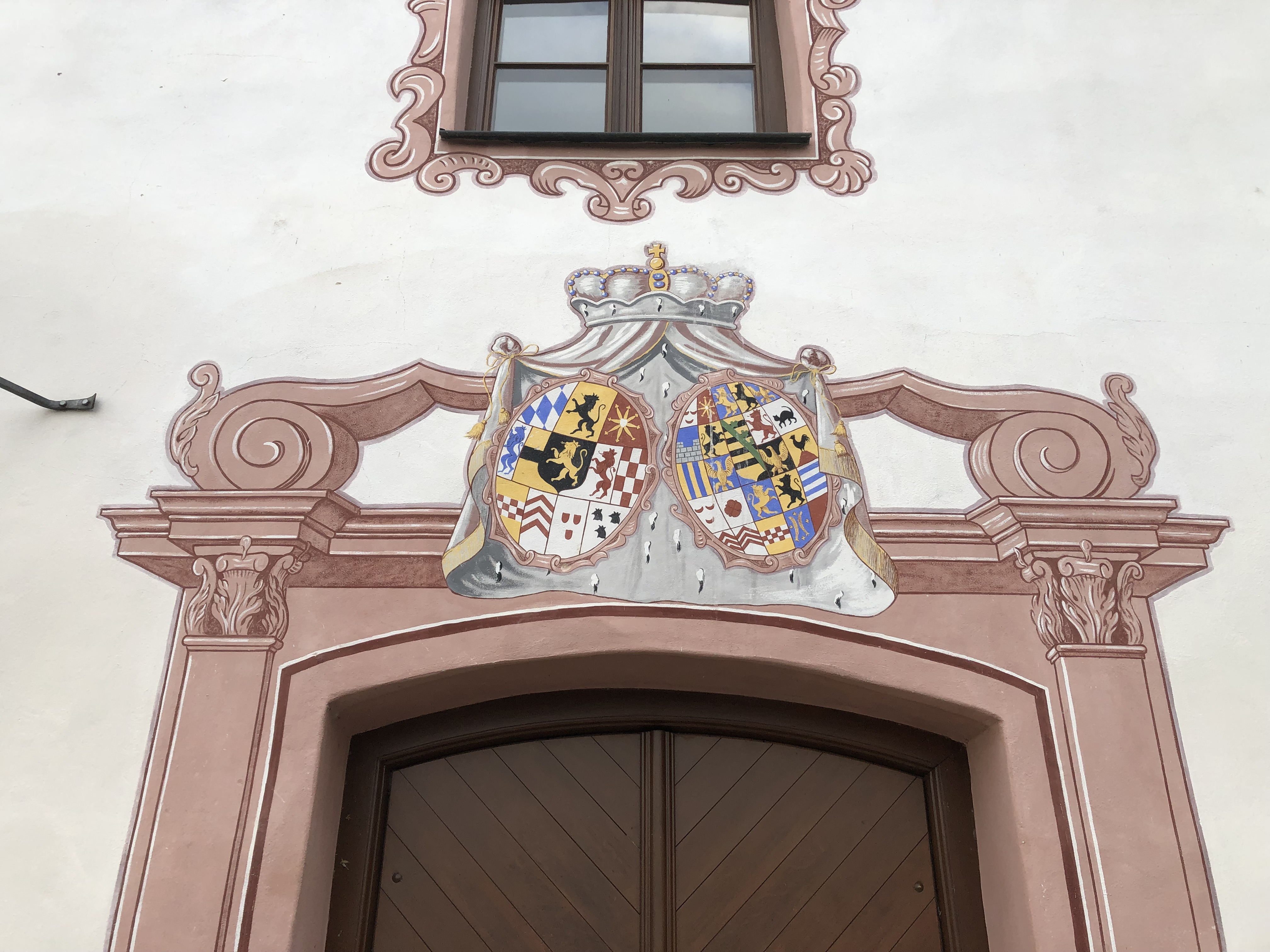
Wappen von Herzog Karl II. August von Pfalz-Zweibrücken und seiner Gemahlin Maria Amalie

## Herzog von Pfalz-Zweibrücken

### Regierung
Nach dem Tod seines Onkels Christian IV. am 5. November 1775 folgte er ihm als absolutistisch regierender Landesherr des Fürstentums Pfalz-Zweibrücken nach. Die Söhne seines Onkels aus der Ehe mit der Tänzerin Marie Anne Camasse (später zur Gräfin von Forbach erhoben) waren nicht standesgemäß und somit nicht erbberechtigt.
Nach seinem Regierungsantritt entließ Karl August den Hofstaat seines Vorgängers und leitete Sparmaßnahmen ein, um die Staatsfinanzen, die er zerrüttet übernommen hatte, zu sanieren. Zunächst residierte er im Schloss Jägersburg in Jägersburg. Zwei Jahre später kaufte er von einer Cousine seiner Mätresse Caroline Auguste von Esebeck, geborene Freiin Gayling von Altheim (1748–1823; sie heiratete 1776 Ludwig Freiherr von Esebeck) den Louisenhof auf dem Buchenberg (der heutige Karlsberg) bei Sanddorf (heute Stadtteil von Homburg). Er ließ ihn umbauen und erweitern, und in wenigen Jahren entstand daraus das nach ihm benannte Schloss Karlsberg, eine der größten Anlagen des ausgehenden 18. Jahrhunderts in Mitteleuropa.
Auf dem Karlsberg entstand neben dem Schloss eine Garnison und ein Landschaftspark, die Carlslust, mit Menagerien, daneben bedeutende Sammlungen u. a. eine graphische Sammlung, eine Waffensammlung, eine Bibliothek und eine Pfeifenkopfsammlung. 1779 verlegte Karl August seine Residenz dorthin.
Durch den Maler und Generalbaudirektor Johann Christian Mannlich wurde auf dem Karlsberg eine vorzügliche Gemäldesammlung aufgebaut, die später einen der Grundstöcke der Alten Pinakothek in München bildete.
Im Zuge des Aufbaues des Schlosses, der auch Karl Augusts Position als Erbe von Kurpfalz-Bayern verdeutlichen sollte, vergrößerte sich der Hofstaat weiter, die Ausgaben stiegen an, und der Herzog verschuldete sich stark. Der große Hofstaat, die Wildzäune und Parforcejagden mit den dafür von den Untertanen zu verpflegenden Hundemeuten belasteten das Verhältnis zu den Untertanen.
Schon 1776 erfolgte die bereits von Christian IV. vorbereitete Realteilung der Hinteren Grafschaft Sponheim, der sich Karl II. August nicht entgegenstellte. Man war übereingekommen, dass der badische Gemeinsherr die Teilung vornehmen, der pfälzische sich anschließend seinen Teil aussuchen sollte. Man hatte vielleicht badischerseits gehofft, dass sich Karl II. August für den Teil entscheiden würde, der an sein Territorium angrenzte und in dem auch mit Birkenfeld der Stammsitz der Familie lag; allerdings entschied sich Karl II. August zugunsten des Moselgebietes um Trarbach, so dass 1776 das Birkenfelder Gebiet in alleinigen badischen Besitz kam.

### Kurpfälzisch-Bayerischer Thronfolger
Da Karl Augusts Verwandter Kurfürst Karl Theodor von Pfalz-Bayern aus der Sulzbacher Linie der Wittelsbacher keine legitimen Kinder hatte, sollte ihn nach den Wittelsbacher Hausverträgen Karl August beerben. Damit wären alle Wittelsbacher Länder wieder vereint gewesen. Karl August stammte ebenso wie Karl Theodor von Wolfgang von Pfalz-Zweibrücken ab und war so sein nächster Erbe. Die einzige weitere und nicht regierende Nebenlinie Pfalz-Zweibrücken-Birkenfeld-Gelnhausen hatte keine politische Macht.
Es waren unter anderem die Einsprüche Karl Augusts durch den Freiherrn von Hofenfels, die 1778/79 den von Karl Theodor und den Habsburgern geplanten Tausch von Teilen Bayerns gegen Vorderösterreich verhinderten, dem er als Erbe nach den Hausverträgen hätte zustimmen müssen. Zusammen mit der Kurfürstenwitwe Maria von Sachsen, die weiter bei München residierte, Maria Anna von Pfalz-Sulzbach und Friedrich II. von Preußen wurden Gegenmaßnahmen in die Wege geleitet und so konnte später auch der Plan Karl Theodors, Bayern nun vollständig gegen die Österreichischen Niederlande zu tauschen, 1784/85 letztmals und endgültig verhindert werden. Pfalz-Zweibrücken trat sogar dem 1785 von Preußen ins Leben gerufenen Fürstenbund  bei. Karl August und sein jüngerer Bruder Maximilian hatten es sich danach allerdings endgültig mit Karl Theodor verdorben, der seine Vettern aus Zweibrücken ohnehin mit Missgunst und Neid ansah.

## Exil

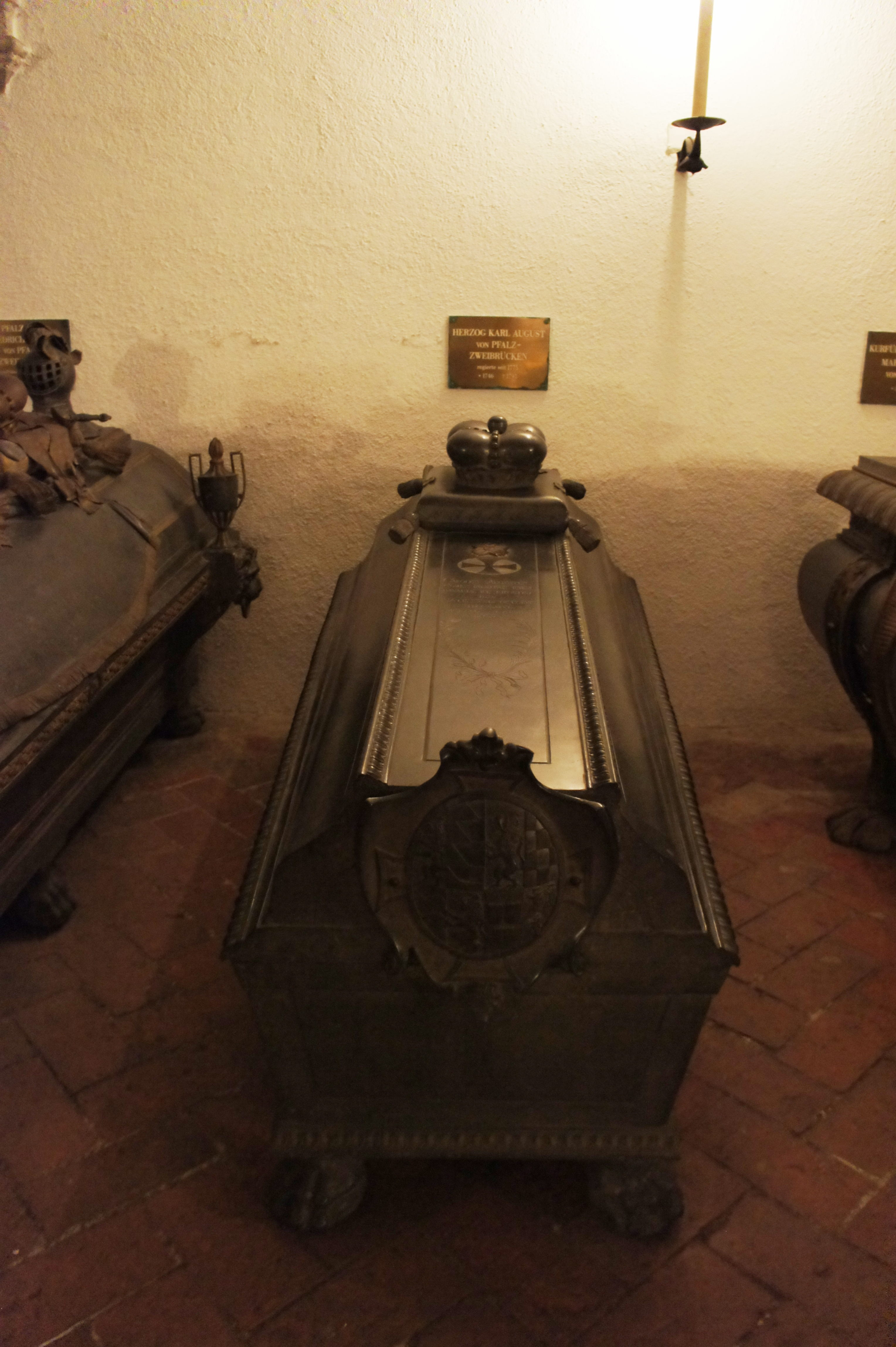
Sarkophag von Karl II. August in der Wittelsbachergruft von St. Michael in München

Nach dem Ausbruch der Französischen Revolution und auch nach Beginn des 1. Koalitionskriegs (1792–1797) blieb der Herzog aufgrund der ihm von der französischen Regierung versicherten Neutralität in seinem Fürstentum, das von französischen Truppen umgeben war. Mit der 1790 vollzogenen Annäherung der beiden deutschen Großmächte, Österreich und Preußen, die sich 1791 auf gemeinsames Vorgehen gegen die in Frankreich ausgebrochene Revolution verständigten, geriet der Fürstenbund ins Abseits und zerfiel.
Nach der Hinrichtung Ludwigs XVI. sollte auch Karl August in Paris der Prozess gemacht werden. Bevor er von französischen Truppen gefangen genommen werden konnte, wurde er am 9. Februar 1793 von dem Bauern und Postknecht Nicolaus Pfeiffer aus St. Ingbert-Rohrbach gewarnt, entkam um Haaresbreite und floh über Kaiserslautern nach Mannheim. Sein Minister Esebeck wurde dagegen verhaftet und nach Paris gebracht.
In der Folgezeit lebte Karl August im Mannheimer Schloss und in seinem Schloss bei Rohrbach (Heidelberg). Das Schloss Karlsberg wurde am 28. Juli 1793 von französischen Truppen niedergebrannt und in der Folge nie wieder aufgebaut. Fast die gesamte Einrichtung des Karlsbergs hatte Mannlich nebst Vertrauten kurz vorher nach Mannheim transportieren lassen, als Schloss Karlsberg zwischenzeitlich in der Hand der Preußen gewesen war. Ein Teil befindet sich heute in Schlössern in München.
Bevor er die Kurwürde erben konnte, starb Karl August an den Folgen eines Schlaganfalls im Exil. Da sein Sohn früh verstorben war, trat sein jüngerer Bruder Maximilian in die Erbfolge ein und wurde schließlich 1799 auch pfalz-bayerischer Kurfürst und 1806 der erste bayerische König. Karl August II hinterließ seinem Bruder einen Schuldenberg von über 9 Millionen Gulden.

## Rezeption
Bereits zu Lebzeiten wurde der Herzog als despotischer Herrscher geschildert. Im ersten Band von Schlözers „Stats-Anzeigen“ (1782) beschrieb ein Autor (hinter dem Pseudonym Ibrahim Ben Abdallah soll sich sein aufgeklärter Standesgenosse Herzog Georg von Sachsen-Meiningen verbergen) die im Zweibrückischen herrschenden Zustände: „Eine unserer Provinzen ist jezt ganz und gar gleichsam ein einziges JagdRevier... Der über diese Landschaft gesetzte Prinz hält ganze Regimenter JagdHunde... Das ganze Land ist wie betäubt“. Für den mit den Zweibrücker Verhältnissen vertrauten Hans Christoph von Gagern war er „ein finsterer, wollüstiger, zur Härte geneigter eigensinniger Mann; dem es jedoch sonst nicht an Gefühl seines Standes, seiner Pflichten als Pfalzgraf, noch an Entschlossenheit fehlte.“ Kaum positiver schildert den Fürsten sein Baudirektor Johann Christian von Mannlich in seinen Lebenserinnerungen. Für die Demokraten wurde der zweibrückische Herrscher rückblickend zum Inbegriff des absolutistischen Despoten und Tyrannen. 1923, nach dem Sturz der Monarchie in Bayern, machte der Lokalhistoriker Fritz Schunck einen Schimpfnamen des Fürsten bekannt, der sich seitdem allgemein verbreitet hat: Hundskarl.

## Nachkommen
Am 2. März 1776 gebar Maria Amalia von Sachsen ihrem Mann Karl II. August einen Sohn. Er wurde Karl August Friedrich genannt. Mit der Geburt des Erbprinzen von Pfalz-Birkenfeld-Zweibrücken schien die Zukunft des Hauses Wittelsbach nicht nur im pfalz-zweibrückischen Gebiet gesichert, denn über seinen Vater Karl II. August war Karl August Friedrich Präsumptiverbe der beiden Kurfürstentümer Pfalz und Bayern, da dessen Herrscher keine erbberechtigten Kinder hatten. Der während der Bauzeit von Schloss Karlsberg geborene Erbprinz starb am 21. August 1784 nach dreitägigen heftigen Fieberkrämpfen mit nur acht Jahren noch vor der Vollendung der Schlossanlage. Er blieb das einzige Kind des Pfalz-Zweibrücker Herzogspaares. Der Junge wurde am 9. September 1784 in der Fürstengruft der Zweibrücker Stadtkirche beigesetzt.

## Vorfahren
|  |                                                                |  |  |  |  |  |  |  |  |  |  |  |  |
|  | Christian II. von Pfalz-Zweibrücken-Birkenfeld (1637–1717)     |  |  |  |  |  |  |  |  |  |  |  |  |
|  |                                                                |  |  |  |  |  |  |  |  |  |  |  |  |
|  |                                                                |  |  |  |  |  |  |  |  |  |  |  |  |
|  | Christian III. von Pfalz-Zweibrücken (1674–1735)               |  |  |  |  |  |  |  |  |  |  |  |  |
|  |                                                                |  |  |  |  |  |  |  |  |  |  |  |  |
|  |                                                                |  |  |  |  |  |  |  |  |  |  |  |  |
|  | Katharina Agathe von Rappoltstein (1648–1683)                  |  |  |  |  |  |  |  |  |  |  |  |  |
|  |                                                                |  |  |  |  |  |  |  |  |  |  |  |  |
|  |                                                                |  |  |  |  |  |  |  |  |  |  |  |  |
|  | Friedrich Michael von Pfalz-Birkenfeld-Bischweiler (1724–1767) |  |  |  |  |  |  |  |  |  |  |  |  |
|  |                                                                |  |  |  |  |  |  |  |  |  |  |  |  |
|  |                                                                |  |  |  |  |  |  |  |  |  |  |  |  |
|  | Ludwig Kraft von Nassau-Saarbrücken (1663–1713)                |  |  |  |  |  |  |  |  |  |  |  |  |
|  |                                                                |  |  |  |  |  |  |  |  |  |  |  |  |
|  |                                                                |  |  |  |  |  |  |  |  |  |  |  |  |
|  | Karoline von Nassau-Saarbrücken (1704–1774)                    |  |  |  |  |  |  |  |  |  |  |  |  |
|  |                                                                |  |  |  |  |  |  |  |  |  |  |  |  |
|  |                                                                |  |  |  |  |  |  |  |  |  |  |  |  |
|  | Philippine Henriette zu Hohenlohe-Langenburg (1679–1751)       |  |  |  |  |  |  |  |  |  |  |  |  |
|  |                                                                |  |  |  |  |  |  |  |  |  |  |  |  |
|  |                                                                |  |  |  |  |  |  |  |  |  |  |  |  |
|  | Karl II. August                                                |  |  |  |  |  |  |  |  |  |  |  |  |
|  |                                                                |  |  |  |  |  |  |  |  |  |  |  |  |
|  |                                                                |  |  |  |  |  |  |  |  |  |  |  |  |
|  | Theodor Eustach von Pfalz-Sulzbach (1659–1732)                 |  |  |  |  |  |  |  |  |  |  |  |  |
|  |                                                                |  |  |  |  |  |  |  |  |  |  |  |  |
|  |                                                                |  |  |  |  |  |  |  |  |  |  |  |  |
|  | Joseph Karl von Pfalz-Sulzbach (1694–1729)                     |  |  |  |  |  |  |  |  |  |  |  |  |
|  |                                                                |  |  |  |  |  |  |  |  |  |  |  |  |
|  |                                                                |  |  |  |  |  |  |  |  |  |  |  |  |
|  | Marie Eleonore von Hessen-Rotenburg (1675–1720)                |  |  |  |  |  |  |  |  |  |  |  |  |
|  |                                                                |  |  |  |  |  |  |  |  |  |  |  |  |
|  |                                                                |  |  |  |  |  |  |  |  |  |  |  |  |
|  | Maria Franziska von Pfalz-Sulzbach (1724–1794)                 |  |  |  |  |  |  |  |  |  |  |  |  |
|  |                                                                |  |  |  |  |  |  |  |  |  |  |  |  |
|  |                                                                |  |  |  |  |  |  |  |  |  |  |  |  |
|  | Karl III. Philipp Kurfürst von der Pfalz (1661–1742)           |  |  |  |  |  |  |  |  |  |  |  |  |
|  |                                                                |  |  |  |  |  |  |  |  |  |  |  |  |
|  |                                                                |  |  |  |  |  |  |  |  |  |  |  |  |
|  | Elisabeth Auguste von der Pfalz (1693–1728)                    |  |  |  |  |  |  |  |  |  |  |  |  |
|  |                                                                |  |  |  |  |  |  |  |  |  |  |  |  |
|  |                                                                |  |  |  |  |  |  |  |  |  |  |  |  |
|  | Ludwika Karolina Charlotte von Radziwiłł-Birze (1667–1695)     |  |  |  |  |  |  |  |  |  |  |  |  |
|  |                                                                |  |  |  |  |  |  |  |  |  |  |  |  |
|  |                                                                |  |  |  |  |  |  |  |  |  |  |  |  |

## Orden
- 1. Januar 1768: Orden vom Pfälzer Löwen
- 7. Februar 1777: Hubertusorden[8]
- 18. Februar 1778: Hausritterorden vom Heiligen Michael (Großmeister)
- 24. April 1780: Hausritterorden vom Heiligen Georg (Großprior)[9]

## Trivia
Die 1878 gegründete Homburger Brauerei heißt nach dem Schloss Karlsberg Brauerei (nicht zu verwechseln mit der dänischen Brauerei Carlsberg) und verwendet das Porträt Karls auf jeder Bierflasche.

## Belege
1. ↑  Wild 1982, S. 45
2. ↑  Eduard Vehse: Geschichte der Höfe der Häuser Baiern, Würtemberg, Baden und Hessen, Teil 2, Hamburg 1853, S. 251–256. Online
3. ↑  Ibrahim Ben Abdallah (Pseudonym), Fez und Marocco, Mai 1782 (fingiert). In: August Ludwig von Schlözer: Stats-Anzeigen, Band 1, Göttingen 1782, S. 59. Online
4. ↑  Hans Christoph Ernst von Gagern: Mein Antheil an der Politik: Unter Napoleons Herrschaft, Band 1, Stuttgart und Tübingen 1823, S. 15. Online
5. ↑  Johann Christian von Mannlich: Histoire de ma vie. Hrsg.: Karl-Heinz Bender und Hermann Kleber, 2 Bde., Trier 1989–1993 ISBN 3-87760-700-4.
6. ↑  Rainer Marx: Der Karlsberg und Karl II. August in der Literatur. Saarpfalz – Blätter für Geschichte und Volkskunde, Sonderheft 2010, Homburg 2010, S. 23.
7. ↑  Charlotte Glück-Christmann (Hrsg.): Die Wiege der Könige. 600 Jahre Herzogtum Pfalz‑Zweibrücken. Zweibrücken 2010, S. 172–173.
8. ↑  Friedrich Leist: Der Königl. Bayer. Hausritterorden vom Heiligen Hubertus. Buchner, 1892, S. 48 (google.com [abgerufen am 8. Juli 2023]).
9. ↑  Wappen-Kalender des Königlich Bayerischen Haus-Ritter-Ordens vom Heiligen Georg. 1807 (google.com [abgerufen am 13. August 2023]).

| Vorgänger     | Amt                                    | Nachfolger        |
| ------------- | -------------------------------------- | ----------------- |
| Christian IV. | Herzog von Pfalz-Zweibrücken 1775–1795 | Maximilian Joseph |

| Personendaten    | Personendaten                                                    |
| ---------------- | ---------------------------------------------------------------- |
| NAME             | Karl II. August                                                  |
| ALTERNATIVNAMEN  | Karl II. August Christian; Karl III. August Christian; Hundskarl |
| KURZBESCHREIBUNG | Herzog von Pfalz-Zweibrücken                                     |
| GEBURTSDATUM     | 29. Oktober 1746                                                 |
| GEBURTSORT       | Düsseldorf                                                       |
| STERBEDATUM      | 1. April 1795                                                    |
| STERBEORT        | Mannheim                                                         |